# تريفور مورلي (لاعب كريكت)
تريفور مورلي (11 أغسطس 1933 في المملكة المتحدة - 1 مارس 2013 في المملكة المتحدة) (بالإنجليزية: Trevor Morley)‏ هو لاعب كريكت بريطاني. لعب مع Hertfordshire County Cricket Club ‏ ونادي مقاطعة بيدفوردشير للكريكت ‏.

## وصلات خارجية
- تريفور مورلي على موقع إي آس بي آن كريك إنفو (الإنجليزية)